# Фредекинд, Артур Иолевич
Арту́р Ио́левич Фре́декинд (род. 3 июля 1959, Днепропетровск, УССР) — украинский общественный деятель, журналист, писатель, диссидент.

## Биография
Родился в семье этнического немца Иоля Карловича Фредекинда и еврейки Розы Павловны Вульфсон. Считает себя евреем, посещает синагогу.
Дед по отцу в 1930-е годы был объявлен кулаком и депортирован вместе со всей семьей в Астраханскую область. С началом Немецко-Советской войны семью Фредекиндов, как немцев, сослали в Казахстан. Отец Артура Фредекинда окончил Алма-Атинский медицинский институт, после чего был отправлен поднимать целину в Костанайскую область. Там же он женился на матери Фредекинда, приехавшей на целину из Днепропетровска. Из Средней Азии в Днепропетровск семье удалось переехать в 1960-е годы.
Артур Фредекинд окончил школу в одном из рабочих районов Днепропетровска в 1975 году. За увлечение западной рок-музыкой был поставлен на учет в милицию.
В 1977—1979 годах проходил службу в войсках связи в Брянске. Пытался поступить на исторический факультет Днепропетровского государственного университета, но не был принят из-за немецкой национальности, записанной в паспорте. Учился на филологическом факультете, на который был зачислен из-за недобора студентов. Во время учебы в университете подвергся давлению КГБ. В 1981 году был отчислен со второго курса университета и устроился на работу осветителем на областном телевидении.
Фредекинд принимал участие в днепропетровском движении хиппи и был близок к местным диссидентам. 1 мая 1981 года, после объявления в Польше военного положения, с несколькими друзьями изготовил большое количество листовок, которые разбросал в центре Днепропетровска. На листовках было написано слово «Солидарность» и изображен знак вопроса.
После прихода к власти Андропова в ноябре 1982 года ушел с работы на телевидении из-за нежелания снимать пропагандистские передачи. В том же году стал создателем нелегальной партии хиппи «Единый мир». В программе говорилось об отмене границ, создании толстовских коммун и построение справедливого общества без эксплуатации и насилия.
7 ноября 1983 года, в День Великой Октябрьской социалистической революции, Фредекинд и его товарищ Юрий Дыхан снова распространили по Днепропетровску листовки: на одной стороне были изображены руки в кандалах, цепи которых были составлены из слова «чиновники». На другой — цитата Ленина «Государство — аппарат насилия в руках господствующего класса» и текст: «Посмотри как живет твой директор! А что происходит выше?».
В апреле 1985 был арестован и в августе того же года осужден на три года лишения свободы за «распространение заведомо ложных измышлений, порочащих советский государственный и общественный строй» (статья 187-I УК УССР). Срок отбывал в Беличах под Киевом и поселке Сосновка-2 Верхнекамского района Кировской области. Освобожден по помилованию Верховного Совета СССР в 1987 году. Реабилитирован в 1991 году.
В 1988 году, после освобождения, выпускал литературно-публицистический журнал «Свободный ребенок» (название — вольный перевод с немецкого его фамилии). В 1989 году был избран в Днепропетровский областной совет Народного Руха Украины. Сотрудничал с днепропетровским обществом «Мемориал» и обществом немцев Wiedergeburt. С 1987 года — активист днепропетровского отдела Всесоюзной ассоциации преподавателей иврита «Йегудим ха-морим». Член редколлегий и редакций различных украинских столичных и провинциальных газет. Автор художественных произведений и публицистических заметок по проблемам перестройки в газетах и журналах Украины, России, США.
В конце 1990-х работал в Фонде Спилберга: записывал интервью с людьми, пережившими Холокост. Выйдя из «Народного руха Украины», состоял в Транснациональной радикальной партии под председательством Эммы Бонино.
В 2000 году — научный сотрудник научно-просветительского центра «Ткума» (Днепропетровск).
С 2001 по 2007 работал научным сотрудником в Центре изучения истории Холокоста, был главным редактором ежемесячника «Голокост и сучаснисть» («Холокост и современность»). Печатался в художественно-публицистического альманахе «Егупец», журналах «Корни» и «22».
C 2007 проживает в городе Кобленц, ФРГ. Работал в «Новой рейнской газете», на данный момент — в Кобленцком театре. Регулярно выступает со статьями в ежедневной онлайн газете DS-news. В сентябре 2020 года подписал коллективное заявление о своем решительном несогласии с проектом Мемориального центра Холокоста «Бабий Яр», инициированным и финансируемым российскими миллиардерами.